# Tangenziale Sud di Bergamo

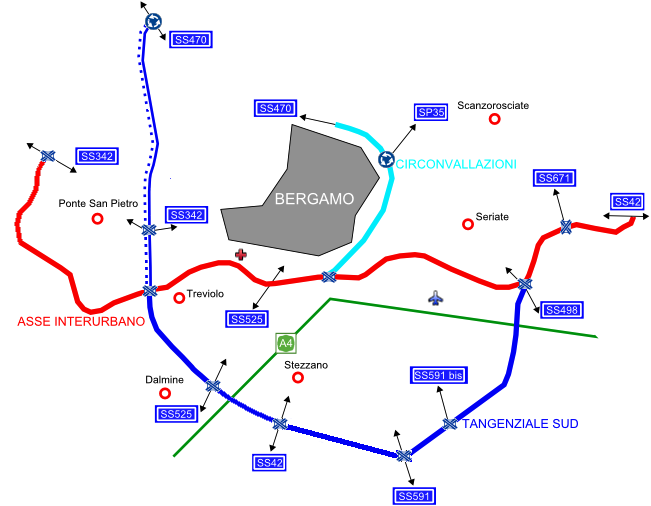
Visione d'insieme delle tangenziali della città di Bergamo

La tangenziale Sud di Bergamo è un'opera viaria, in gran parte in funzione, che funziona come asse viario a scorrimento veloce a sud del capoluogo orobico. Una volta conclusa, all'estremo occidentale essa si allaccerà alla SS 470 mentre in direzione est prosegue senza soluzione di continuità nell'Asse interurbano di Bergamo, l'altra arteria viaria a scorrimento veloce della città.
L'arteria ha l'aspetto di una strada extraurbana principale con due carreggiate, ognuna delle quali a due corsie, nel tratti Seriate-Casello di Seriate e Curno-"Centro Commerciale" di Stezzano (Le Due Torri). Nel restante tratto, essa si presenta come una strada extraurbana secondaria a carreggiata unica.
Interseca strade ed autostrade di interesse locale e nazionale, quali l'Autostrada A4 presso i caselli di Dalmine e Seriate, la SS 42 a Stezzano, la SS 470 a Villa d'Almé e l'Asse Interurbano, ovvero la strada a scorrimento veloce a servizio dei quartieri sud di Bergamo. Il limite di velocità sulla tangenziale sud varia tra i 50 km/h e i 90 km/h, a seconda dei tratti.

## Percorso
La Tangenziale Sud di Bergamo è stata concepita per facilitare gli spostamenti tra l'hinterland a ovest di Bergamo e la Val Brembana con i comuni dell'alta pianura bergamasca e l'hinterland est. Per questo motivo ha un andamento a U, circondando Bergamo da sud.
È il risultato della fusione di più strade costruite e ammodernate in tempi successivi. Dal 2022, risultano aperte e operative tutte le tratte, ad eccezione della tratta iniziale tra Villa d'Almé e Paladina che è ancora in fase di studio di fattibilità.

### Tabella percorso
| TANGENZIALE SUD DI BERGAMO | |                  |             |
| Tipologia                  | Indicazione                                                                                         | Comune           | Nome Strada |
|                            | La tratta Villa d'Almé-Paladina è ancora in fase di studio di fattibilità.                          | /                | SS470 dir   |
|                            | Paladina Villa d'Almè Almè Val Brembana Valbrembo                                                   | Paladina         | SS470 dir   |
|                            | Valbrembo Ponte San Pietro Briolo Volo a vela Parco Faunistico                                      | Valbrembo        | SS470 dir   |
|                            | Centro Commerciale                                                                                  | Mozzo            | SS470 dir   |
|                            | Area Servizio                                                                                       | Mozzo            | SS470 dir   |
|                            | Mozzo loc. Pascoletto                                                                               | Mozzo            | SS470 dir   |
|                            | Ponte San Pietro Lecco-Como Sotto il Monte Parco Faunistico Policlinico Ponte San Pietro            | Ponte San Pietro | SS470 dir   |
|                            | Curno Bergamo Ospedale Papa Giovanni XXIII                                                          | Ponte San Pietro | SS470 dir   |
|                            | Area Servizio                                                                                       | Curno            | SS470 dir   |
|                            | Curno Sud Centro Commerciale                                                                        | Curno            | SS470 dir   |
|                            | SS 342 dir/A Asse Interurbano di Bergamo Lecco Como Bonate Sopra                                    | Treviolo         | SS470 dir   |
|                            | SP BG SS 671 Asse Interurbano Bergamo Aeroporto di Orio al Serio Crema Val Seriana                  | Treviolo         | SS470 dir   |
|                            | Treviolo Località Albegno Località Roncola                                                          | Treviolo         | SS470 dir   |
|                            | Treviolo centro                                                                                     | Treviolo         | SS470 dir   |
|                            | Dalmine Sforzatica Lallio Zona industriale                                                          | Dalmine          | SS470 dir   |
|                            | Dalmine centro Milano-Venezia (casello di Dalmine) Milano Bergamo Osio Sotto                        | Dalmine          | SS470 dir   |
|                            | Centro Commerciale Stezzano (ovest)                                                                 | Stezzano         | SS470 dir   |
|                            | Stezzano (centro) Treviglio Milano-Brescia (casello di Treviglio a 20 km) Verdello Levate           | Stezzano         | SS470 dir   |
|                            | Stezzano (est) Comun Nuovo                                                                          | Stezzano         | SS42        |
|                            | Zanica Urgnano                                                                                      | Zanica           | SS42        |
|                            | Aeroporto di Orio al Serio Bergamo Orio al Serio                                                    | Zanica           | SS42        |
|                            | Grassobbio Capannelle                                                                               | Grassobbio       | SS42        |
|                            | Milano-Venezia (casello di Seriate) Cremona Brescia                                                 | Seriate          | SS42        |
|                            | Seriate Bagnatica Brusaporto                                                                        | Seriate          | SS42        |
|                            | Var Val Seriana Val Camonica Sarnico Lovere                                                         | Seriate          | SS42        |
|                            | SP BG SS 671 Asse Interurbano Aeroporto di Orio al Serio Fiera di Bergamo Bergamo Milano Lecco-Como | Seriate          | SS42        |

### Classificazione
L'interno tracciato è classificato come strada statale sotto la gestione ANAS, compartimento di Milano. La tratta da Paladina a Stezzano ha ricevuto la denominazione di SS 470 dir, mentre dallo svincolo di Stezzano fino alla confluenza con la strada provinciale ex strada statale 671 della Val Seriana (SP ex SS 671) cambia denominazione in SS 42, tratto veloce Stezzano-Seriate.